# Brunneper Bongerds
De Brunneper Bongerds is een cultuurhistorisch park in de Kampense wijk Brunnepe.
Het park, dat anno 2019 deels nog in aanleg is, is gelegen rondom twee historische hoogstamboomgaarden: Aalderink en Naberman in het dal van het riviertje de Riette. Dit riviertje wordt ook in ere hersteld voor dit park. Brunnepe is een erg stedelijke wijk. De boomgaarden lagen langs de rand van het toenmalige dorp op de Kampereilanden. De boomgaarden liggen tussen de wijken Brunnepe, Greente en haar gelijknamige industrieterrein. Aan de noordkant wordt de Brunneper bongerd begrensd door industrieel erfgoed en de straat Steenovensdijk.
De boomgaarden worden Brunneper Bongerd (Naberman) en Belter Bongerd (Aalderink) genoemd. Deze historische bongerds, die in elkaar verlengde liggen, worden sinds 1890 door de Belterweg van elkaar gescheiden. De 'groene long' van Brunnepe krijgt ook een natuurspeelplaats, bijentuin, tuin, kikkerpoelen en een moestuin. Deze natuurspeelplaats wordt de tweede natuurspeelplaats in de stad Kampen, naast de al bestaande speelplaats in de Stadsburgerweyden en de derde in de gemeente Kampen.

## Afbeeldingen

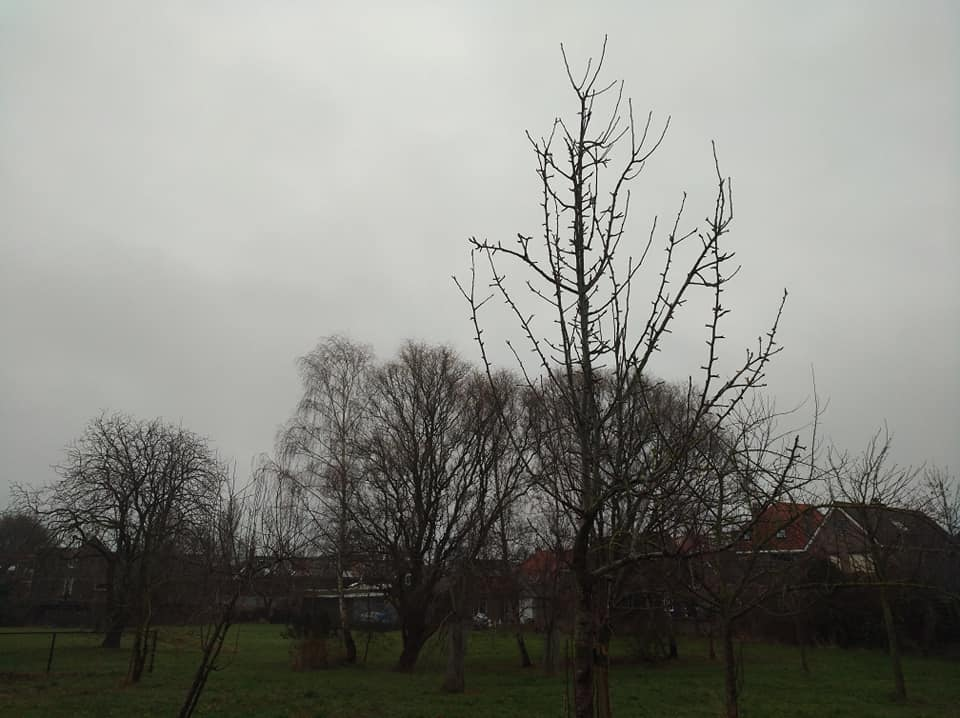
De Brunneper Bongerd " Aalderink" aan de zuidkant van het park
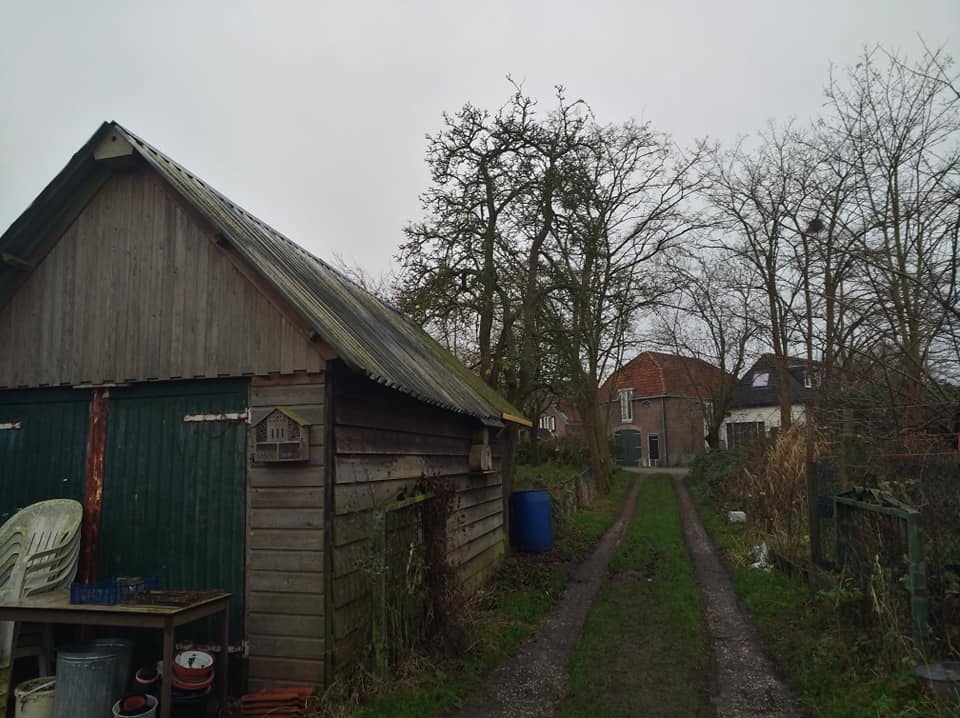
De Brunneper Bongerd " Aalderink", doorkijk vanaf de ingang van bongerd, richting (voormalige) boerderijen Rieteweg
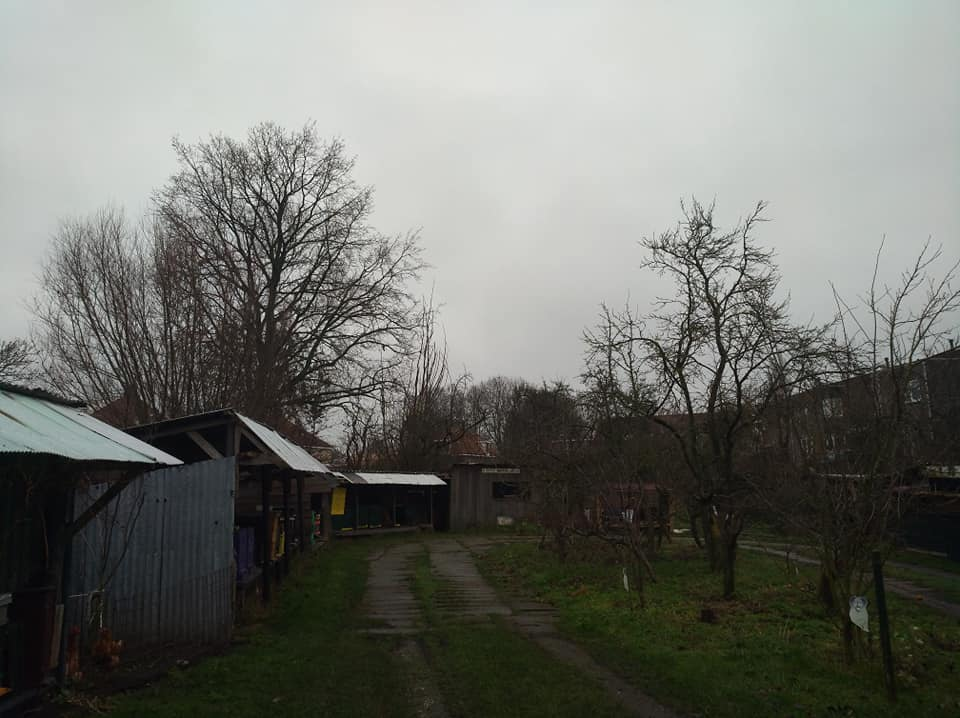
Bijentuin in De Brunneper Bongerd " Aalderink"
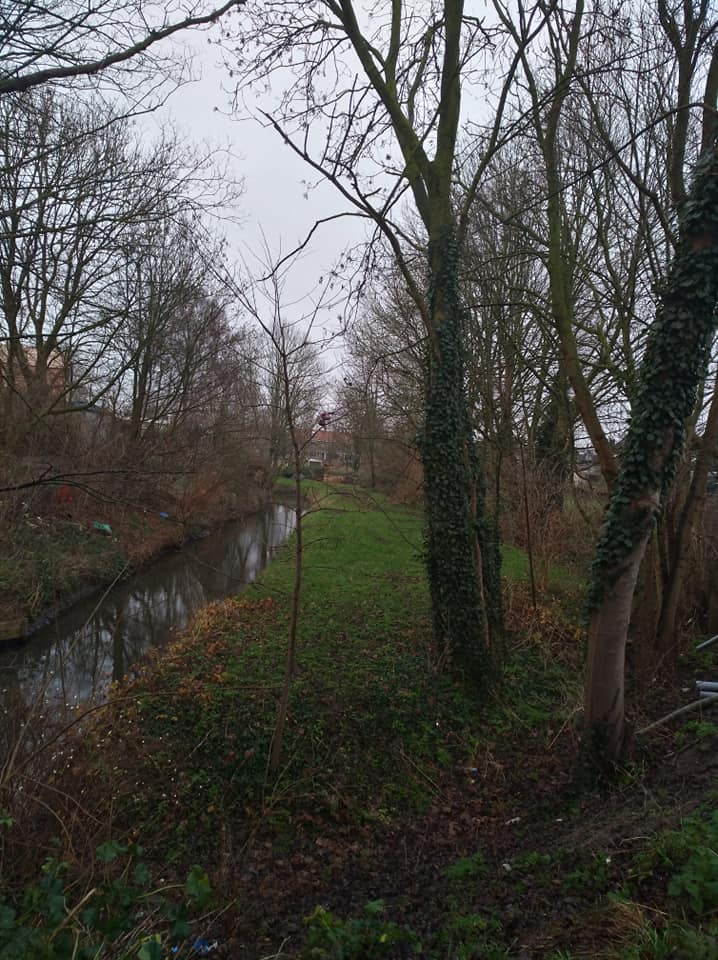
Riviertje de Riette
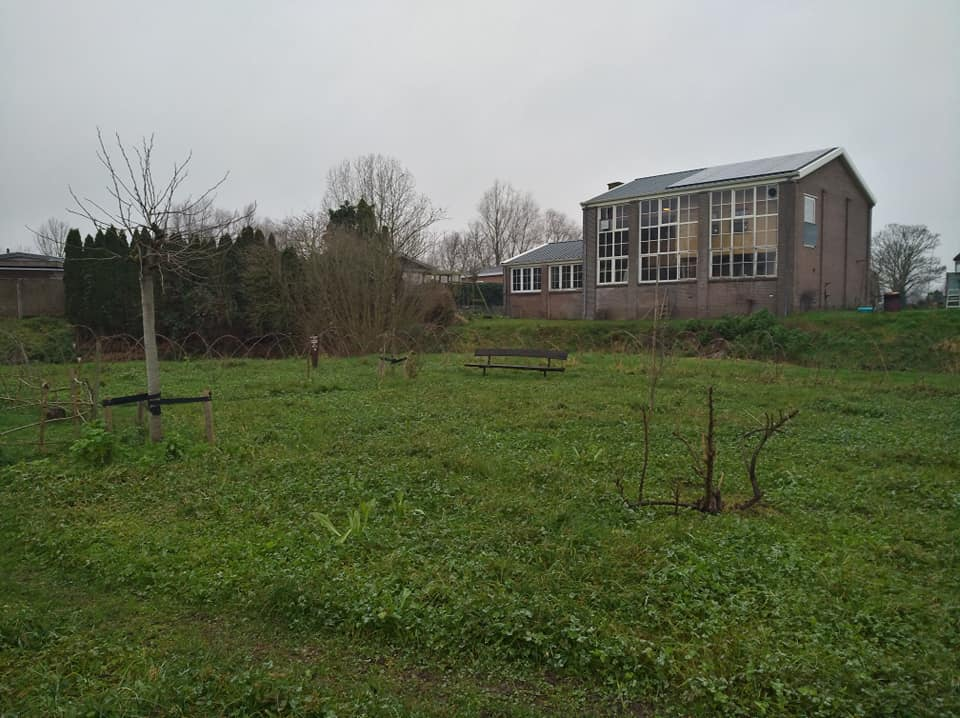
Parkdeel De Belter Bongerd met deel industrueël erfgoed
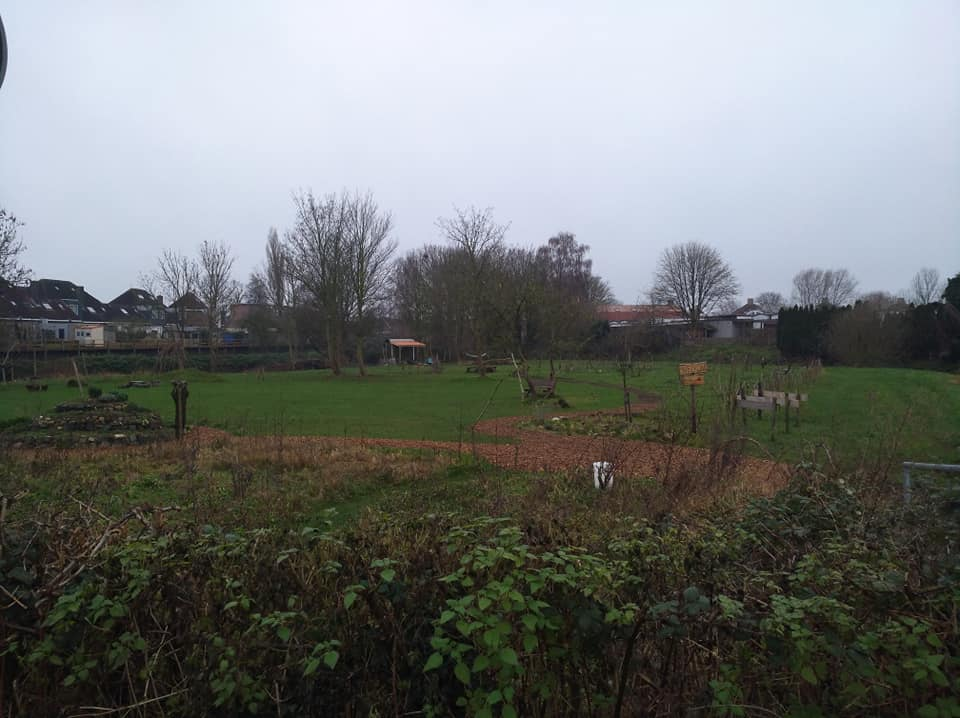
Parkdeel De Belter Bongerd
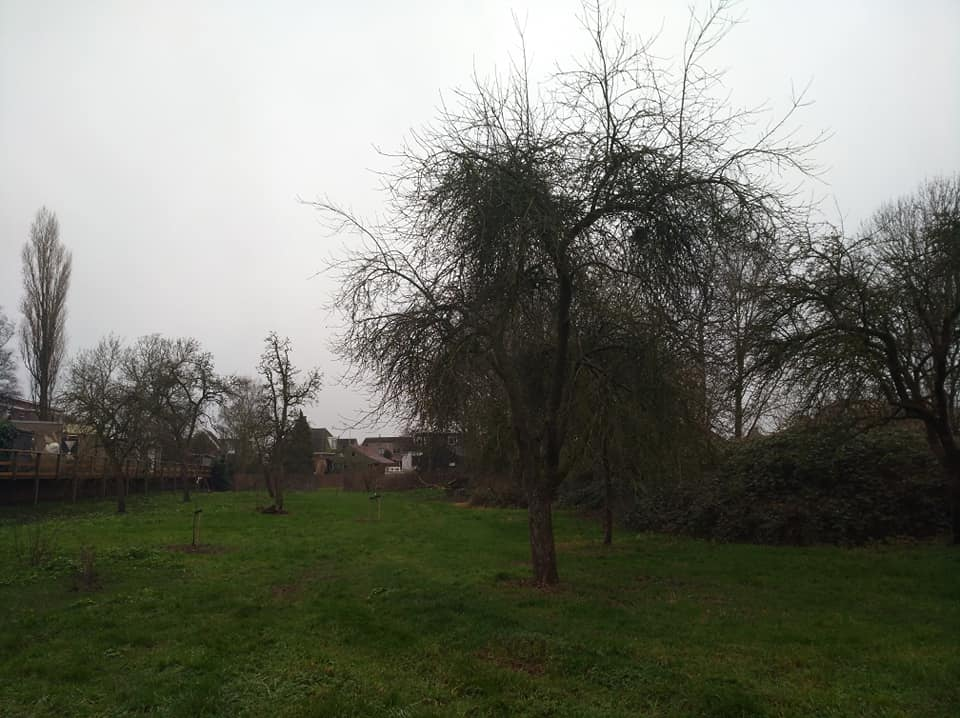
De Belter Bongerd "Naberman"
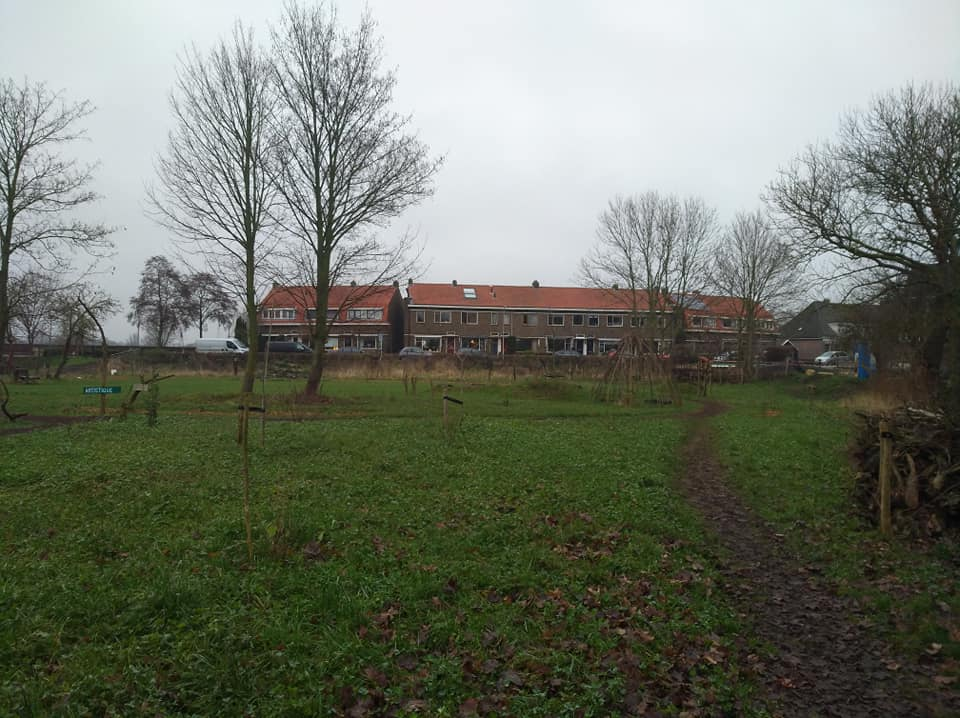
Parkdeel de Belter Bongerd met doorkijk richting Steenovensdijk